# Ticino
 Ovo je glavno značenje pojma Ticino. Za druga značenja pogledajte Ticino (razdvojba).
| Kanton Ticino             |                    |
| \| Grb kantona \|         |                    |
| Položaj u Švicarskoj      |                    |
|                           |                    |
| Podaci                    |                    |
| Glavni grad               | Bellinzona         |
| Pristupanje konfederaciji | 1803.              |
| Skraćenica                | TI                 |
| Stanovništvo              | 324.851 stan.      |
| Popis                     | 31. prosinca 2006. |
| Površina                  | 2.812 km²          |
| Gustoća                   | 116 stan./km²      |
| Br. općina                | 201                |
| Jezici                    | talijanski         |
| Zemljovid kantona         |                    |
|                           |                    |
| Grb kantona               |                    |

Kanton Ticino (lokalni dijalekt: Tesìn; njemački, francuski i retoromanski: Tessin) ili službeno Republika i Kanton Ticino (Repubblica e Cantone Ticino) je najjužniji kanton u Švicarskoj. Ime je dobio po rijeci Ticino. Ovo je jedini švicarski kanton u kojem je talijanski jedini službeni jezik. Glavni grad je Bellinzona.

## Zemljopis
Kanton Ticino nalazi se na jugu Švicarske i sa zapada, istoka i juga je okružen Italijom (Pijemont i Lombardija). Na sjeveru graniči s kantonima Valais i Uri, dok se na sjeveroistoku nalazi kanton Graubünden. Ovaj kanton čini najveći dio Talijanske Švicarske.
Na površini od 2.812 km² trećinu zauzimaju šume, ali veliki dio površine čine i jezera Maggiore (Verbano) i Lugano (Ceresio). Zemljopisno je kanton podijeljen na dva dijela prolazom Monte Ceneri. Sjeverni brdovitiji dio zvan Sopraceneri čine doline Ticino i Maggia koje se nalaze oko jezera Maggiore. Južni dio zvan Sottoceneri čini područje oko jezera Lugano.
Najveća i najvažnija rijeka u kantonu je rijeka Ticino koja služi za odvodnju većem dijelu kantona. Rijeka teče od sjeverozapada kroz doline Bedretto i Leventina, te utječe i jezero Maggiore blizu Locarna. Glavne pritoke ove rijeke su Brenno u dolini Blenio i Moesa u dolini Mesolcina u Graubündenu. Za odvodnju u zaoadnom dijelu kantona služi rijeka Maggia (rijeka)|Maggia. Između rijeka Ticino i Maggia nalazi se dolina Verzasca.
Najveći dio ovog kantona smatra se dijelom Alpa, dok manji dio pripada dolini rijeke Po.
Kod jezera Lugano nalazi se talijanska eksklava Campione d'Italia.

### Politička podjela
Kanton Ticino je podijeljen na osam distrikata (distretto, tj. distretti u množini) koji se dalje dijele na 38 okruga (circoli). To su:
- Mendrisio
- Lugano
- Locarno
- Vallemaggia
- Bellinzona
- Riviera
- Blenio
- Leventina

Od travnja 2008. u ovom kantonu postoji 181 općina (comuni) koji su grupirani u okruge.
Općine s najvećim brojem stanovnika su (stanje 2006.):
- Lugano, 49.719 stan.
- Bellinzona, 16.983 stan.
- Locarno, 14.682 stan.
- Giubiasco, 7.975 stan.
- Chiasso, 7.734 stan.

## Povijest

### Ranija povijest
U starije doba, područje današnjeg Ticina naseljavalo je keltsko pleme Leponti. Negdje za vrijeme vladavine cara Augusta ovo područje je postalo dio Rimskog Carstva. Nakon pada Zapadnog Rimskog Carstva, područjem su vladali Ostrogoti, a nakon njih Langobardi i Franci.
Oko 1100. godine ovo je područje bilo predmet borbe između Milana i Coma, da bi ga u 14. stoljeću na kraju osvojile milanske vojvode Visconti. U 15. stoljeću Švicarci su u tri napada osvojili doline južno od Alpa.

### Švicarsko osvajanje
Između 1403. i 1422. neka od područja današnjeg Ticina osvojio je kanton Uri, ali ih je kasnije izgubio. Kanton Uri osvojio je dolinu Leventina 1440. godine. U drugom osvajanju 1500. su Uri, Schwyz i Nidwalden osvojili Bellinzonu i Rivieru. U trećem osvajanju sudjelovala je vojska iz cijele konfederacije koju su tad sačinjavali 12 kantona. Godine 1512., osvojeni su Locarno, dolina Maggia, Lugano i Mendrisio. Nakon toga je gornji dio doline rijeke Ticino postao dio kantona Uri. Ostatkom teritorija upravljali su dvanaest kantona.
Područje Ticina je zadnje područje koje je Švicarska Konfederacija osvojila. Nakon bitke kod Marignana 1515., francuski kralj Franjo I. pobijedio je konfederaciju i ona je odustala od daljnjeg osvajanja.

### Novije doba
U veljači 1798. dragovoljci u Luganu su spriječili pokušaj pripojenja Cisalpinskoj Republici. Između 1798. i 1803. za vrijeme Helvetske Republike su distrikti Bellinzone i Lugana bili odvojeni kantoni, da bi se 1803. spojili u jedinstveni kanton Ticino koji je te godine ušao u Švicarsku Konfederaciju kao punopravni član.
Sve do 1878., tri najveća grada Bellinzona, Lugano i Locarno izmjenjivali su se kao glavni grad kantona. Od 1878. je Bellinzona jedini i stalni glavni grad Ticina.

## Politika
Kanton ima dva zastupnika u gornjem domu švicarskog parlamenta, te osam zastupnika u donjem domu.

### Zakonodavna vlast
Kantonalni parlament naziva se „Veliko vijeće” (Gran Consiglio) i ima 90 zastupničkih mjesta. Nalazi se u glavnom gradu kantona Bellinzoni. Zbog jednake regionalne zastupljenosti Ticino je podijeljen u izborne okruge. Izbori za vijeće održavaju se svake četiri godine.
Zastupljenost stranaka u vijeću od izbora 2007. je sljedeća:
- Partito liberale radicale ticinese - PLRT (27)
- Partito popolare democratico - PPD (21)
- Partito socialista - PS (18)
- Lega dei ticinesi - LEGA (15)
- Unione democratica di centro - UDC (5)
- I Verdi - VERDI (4)

### Izvršna vlast
Državno vijeće (Consiglio di Stato) čini kantonalnu vladu. Ona se sastoji od pet članova koji se izravno izabiru svakih četiri godine. Između njih svake godine izabire se jedan član koji obnaša funkciju predsjednika.

## Stanovništvo
Krajem 2006. u kantonu je živjelo 322.276 stanovnika, što čini iznad 4% ukupnog stanovništva zemlje. Oko 100.000 Švicaraca iz ovog kantona danas živi u drugim zemljama, većinom u Italiji, Njemačkoj i Francuskoj. Godišnji rast stanovništva iznosi 0,8% što je nešto veći broj od nacionalnog rasta stanovništva koji iznosi 0,7%.
Zbog gospodarskog razvoja kantona, postoji redoviti priljev imigranata. Danas oko petine stanovništva Ticina čine ljudi koji su rođeni u drugim zemljama. Najzastupljeniji su imigranti iz Italije, zemalja bivše Jugoslavije, Portugala, Španjolske, Turske, Albanije i Grčke.

### Jezik
U Ticinu je službeni jezik talijanski, dok je govorni jezik velikog broja stanovništva lokalni ticinski dijalekt koji je oblik lombardijskog jezika i koji nije službeno reguliran. Švicarski talijanski jezik se ponešto razlikuje od standardnog talijanskog.
Jedina jezična iznimka u ovom kantonu je Walserska općina Bosco/Gurin u kojoj je njemački glavni jezik. Ovo je danas ipak povijesnog karaktera.
Ovaj kanton dio je tzv. Talijanske Švicarske.

### Religija
Stoljećima je katoličanstvo bilo jedina dopuštena konfesija koja je bila dopuštena na području koje je danas kanton Ticino. I danas je katoličanstvo najzastupljenije u kantonu. Zbog snažne imigracije, religijsko stanje u kantonu danas je ipak nešto raznolikije.
- katolici (75,94 %)
- starokatolici (0,18 %)
- muslimani (1,87 %)
- židovi (0,12 %)
- pravoslavci (2,35 %)
- protestanti (6,88 %)
- neizjašnjeni ili ateisti (12,22 %)

Manja zajednica židova većinom se nalazi u Luganu.

## Gospodarstvo
Prihod po stanovniku iznosi 37.800 franaka (22. mjesto od 26 kantona). Najveći dio BDP-a (oko 70%) čine turizam i javne usluge, oko 30% čini industrija (građevinarstvo i trgovina), dok poljoprivreda zauzima 1,3%.
Zbog zemljopisnih posebnosti područje kantona je povoljno za proizvodnju hidroelektrične energije kojom se opskrbljuje cijeli kanton i koja se i izvozi. U poljoprivrednom smislu je kanton veliki proizvođač vina koje se izvozi u druge dijelove Švicarske. Među ostalim kulturama koje se proizvode su kukuruz, krumpir, duhan i povrće. Stoka se uzgaja u sjevernim područjima kantona.
Zbog nešto toplije klime i privlačnih jezera, Ticino privlači mnogo turista iz drugih kantona. Turizam je danas najvažniji gospodarski čimbenik kantona.
Manja industrija nalazi se većinom oko Lugana, Locarna i Bellinzone.

### Promet
Kanton Ticino dugo se borio protiv prometne izolacije od ostatka zemlje, koja bi nastupila tijekom dugih zimskih mjeseci. Zbog toga je kanton uložio velika sredstva za prometno povezivanje. Otvaranjem željezničkog tunela Gotthard 1882. godine, prvi put je kanton dobio cjelogodišnju vezu s ostatkom Švicarske.
Danas je kanton raznim željezničkim i cestovnim tunelima dobro povezan s ostatkom zemlje. Također postoje i dobre željezničke veze s Milanom i Rimom u Italiji, kao i s Njemačkom preko Basela i Züricha. 

## Obrazovanje i kultura

### Obrazovanje
U ovom kantonu obvezno je devetogodišnje školovanje. Ovaj dio naobrazbe sastoji se od osnovne škole (scuola elementare) koja traje pet godina i srednje škole (scuola media) koja traje četiri godine. Nakon obveznog školovanja moguće je upisati gimnaziju (liceo) ili sličnu školu. Zaposlenje je moguće do 15 godine života.
U Ticinu postoji jedno manje sveučilište unutar kojeg se nalaze fakulteti komunikacije, ekonomije i informatike koji se nalaze u Luganu, te fakultet arhitekture koji se nalazi u Mendrisiju. Sveukupno na Sveučilištu talijanske Švicarske (Università della Svizzera italiana) studira oko 1500 studenata. U kantonu djeluje i Scuola Universitaria Professionale della Svizzera Italiana (SUPSI) orijentiran na praktičnu primjenu znanja.

### Kultura
Svakog kolovoza održava se Međunarodni filmski festival u Locarnu (Festival internazionale del film Locarno) kojim se dodjeljuje prestižna nagrada „Zlatni Leopard”.
Ticinske dnevne novine su: Corriere del Ticino, La Regione, i Giornale del Popolo. Ovo su jedine švicarske dnevne publikacije na talijanskom jeziku. Tri puta tjedno izlaze i novine Tessiner Zeitung na njemačkom jeziku.

## Vanjske poveznice
- (tal.)Službena stranica kantona Ticino
- (tal.)(njem.)(fr.)(engl.)Stranica turističkog ureda